# 田沼意信
田沼 意信（たぬま おきのぶ）は、江戸時代後期の大名。陸奥国下村藩3代藩主。官位は従五位下・主計頭。田沼家4代。

## 略歴
天明2年（1782年）、田沼意知（田沼意次の嫡男）の四男として誕生した。正室は松平頼前の養女（松平頼陽の娘）。
寛政12年（1800年）に次兄の意壱が、先々代の長兄意明に続いて早世したため、その養嗣子として跡を継いだ。
しかし享和3年（1803年）9月12日、意信も早世した。享年22。跡を養嗣子の意定（田沼意致の四男）が継いだ。

## 系譜
父母
- 田沼意知（実父）
- 田沼意壱（養父）

正室
- 松平頼前の養女、松平頼陽の娘

養子
- 田沼意定 - 田沼意致の四男